# Kis angol agár
A kis angol agár vagy whippet kistestű agárfajta.

## Származása és története
A 19. században jelent meg Angliában. Valószínűleg az angol agár és más terrierek kereszteződéséből alakult ki, de elképzelhető, hogy a fáraókutya rokona, amelyet a rómaiak terjesztettek el Európában.
Nevét az angol "whip", vagyis ostor szóról kaphatta, mivel annyira gyors, mint az ostorcsapás.

## Külleme
Jó izomzatú, erős, elegáns mozgású kutya. Feje hosszú, szeme sötétbarna, füle kicsi, jellegzetes agárfül. Törzse izmos, karcsú, háta hosszú, ágyéka ívelt, fara kissé lejtős, mellkasa mély, tágas, hasa felhúzott. Végtagjai egyenesek, függőlegesek, izmosak, mancsa domború, ujjai zártak. Farkát kissé ívelten tartja. Szőrzete rövid vagy drótszőrű. Minden kutyaszínben előfordulhat.

### Méret
44–51 cm magas, 11,5-13,5 kg súlyú.

### Azonosító jegyek
Hosszú, keskenyedő koponya. Ovális alakú, éber szemek. Tiszta rövid szőrzet. Bármilyen színű lehet.

## Élettartam
10-20 év

## Jelleg
Gyengéd és nyugodt természetű. A whippet bámulatra méltó sebességgel képes futni és vadászni , rövid távon akár a 65 km/h sebességet is eléri.

### Háziállatnak való alkalmazása
Könnyen alkalmazkodik és könnyű tanítani. Alkalmas mind házi és mind sportkörülményekhez. Jó viszonyban van a gyerekekkel és egyéb állatokkal. Az agárversenyek és kutyaszépségversenyek
népszerű sztárja. Kedvtelésből is tartják.